# Falster Vestre Provsti
Falster Vestre Provsti var et provsti i Lolland-Falsters Stift. Provstiet lå i Nykøbing Falster Kommune og Nørre Alslev Kommune.
Falster Vestre Provsti bestod af flg. sogne:
- Brarup Sogn
- Eskilstrup Sogn
- Gundslev Sogn
- Kippinge Sogn
- Lillebrænde Sogn
- Nykøbing F Sogn
- Nørre Alslev Sogn
- Nørre Kirkeby Sogn
- Nørre Vedby Sogn
- Stadager Sogn
- Systofte Sogn
- Tingsted Sogn
- Toreby Sogn
- Torkilstrup Sogn
- Vålse Sogn
- Ønslev Sogn